# Alonso Gaspar Carnero y López de Zárate
Alonso Gaspar Carnero y López de Zárate   (Madrid, 22 d'abril de 1634 - Madrid, 28 d'abril de 1721) va ser un noble i funcionari castellà, cavaller de l'orde de Sant Jaume, va ocupar diversos càrrecs en diverses secretaris i consells durant els regnats de Felip IV, Carles II i Felip V, entre els quals destaca el de ser el secretari d'Estat i del Despatx Universal de 1694 a 1695.

## Orígens i família
Va néixer a la vila de Madrid el 22 d'abril de 1634. El seu bateig es va celebrar a la parròquia de Sant Martí de la capital el 3 de maig següent, i el seu padrí va ser Jerónimo de Quintana. Els seus pares van ser Antonio Carnero y Trogner, nascut a Brussel·les, tot i que de pares madrilenys, cavaller de l'orde de Sant Jaume i membre del consell i secretari d'Estat del rei Felip IV, i de la madrilenya Ana María López de Zárate. Va ser l'hereu de dos majorats, un de la seva mare i un altre del seu pare. De la banda materna va ser senyor de la vila de Chapinería, de la que tenia la jurisdicció i alcabales, a més de fer-s'hi construir una casa-palau, a la qual Alonso va agregar-hi l'heretat de Molinillos i la senyoria i vassallatge de Colmenar del Arroyo i Navalagamella, on hi tenia vinyes. Per la banda paterna, va heretar diverses cases importants a Madrid, entre les quals la seva residència al carrer Carretas, una hisenda a la vila de Dosbarrios, tres mil oliveres i el regiment perpetu de la ciutat d'Àvila, a les quals Alonso va agregar altres cases i el patronat del convent de San Jerónimo de Guisando.
En l'àmbit personal, va contraure matrimoni dues vegades. En primer lloc amb María Teresa de la Nueva Arévalo Sedeño, de San Martín de Valdeiglesias, un matrimoni arreglat pel seu pare, i del qual van néixer cinc fills, tots ells morts en la infància. A la mort de la seva primer muller, es va casar de nou el 10 d'agost de 1688 amb Mariana de Acuña y Figueroa, filla del primer marquès d'Escalona i vídua del marquès de Valle Cerrato. D'aquest segon matrimoni va néixer una filla, Francisca Teresa, un part que va causar la mort d'Acuña. D'altra banda, Francisca va morir també sent una nena, amb deu anys, deixant Carnero sense descendència.

## Trajectòria
Per decret de 22 de desembre de 1652, el rei va atorgar-li l'hàbit de Sant Jaume i el 9 d'octubre de 1653 va ser armat cavaller al monestir de la Concepció Francisca de mans del marquès de Leganés. Posteriorment va entrar com a oficial de la Secretaria d'Estat, part d'Espanya, en la qual va anar ascendint de manera gradual, i el 1660 n'era oficial segon. El 23 de febrer de 1674, sent oficial major de la Secretaria d'Estat, dels assumptes del Nord, va rebre el títol de secretari del rei. El 1679, amb la mort de Miguel de Iturrieta, el rei el va nomenar secretari d'Estat i de Guerra dels estats de Flandes i veedor general dels exèrcits de Flandes des de 1682, passant a residir en aquests territoris. El 1685 es trobava de nou a la península, i va continuar la seva feina com a secretari d'Estat i Notari Major del Regne, i com a tal el 1689 va autoritzar a El Escorial el lliurament del cadàver de la reina Maria Lluïsa d'Orleans. El 1691, a causa de la jubilació de Manuel Francisco de Lira, el rei va conferir-li la Secretaria d'Estat, part d'Itàlia. El 1694 va donar-li la Secretaria del Despatx Universal, a la qual només va servir un any. A causa dels consells de Carnero al rei Carles II en contra de la camarilla austríaca i de la reina Maria Anna del Palatinat-Neuburg, aquesta va aconseguir que el 1695 Carnero es veiés obligat sol·licitar la jubilació del seu càrrec, un retir que va ser concedit el 6 de juliol d'aquell any. Amb tot, se li va atorgar una plaça al Consell d'Índies, amb accés a la seva Cambra i Junta. A més, malgrat que Carles II es va veure obligat a prescindir dels seus serveis, es va assegurar de mantenir-li el sou de secretari dispensant-lo del compliment de les ordres que prohibien els sous duplicats.
Durant la Guerra de Successió, quan l'entrada de l'exèrcit de l'arxiduc Carles a Madrid era imminent, Carnero es va mostrar lleial a Felip V, i va adreçar una ordre al duc d'Atrisco, substitut del president del Consell d'Índies, perquè fes traslladar els membres de l'òrgan a Burgos. La lleialtat al nou monarca va fer que quan es va reformar i reduir el nombre de ministres del consell, fos confirmat amb una de les dues places de capa i espasa, de fet, Carnero va ser confirmat en el càrrec en cadascun de les reformes i contrareformes que es van fer del consell, el 1713, 1715 i 1717. A més, com a membre degué, a causa de la manca de proveïment de la plaça de president, Carnero va actuar com a tal ocupant-se dels seus afers.

## Mort
Va morir a Madrid el 28 d'abril de 1721, i havia testat davant l'escrivà Juan Garrido l'1 de març de l'any anterior. Tal com va disposar al testament, el seu cos va ser enterrat al convent de San Jerónimo de Guisando. Val a dir que de el patrimoni que Carnero havia heretat i ampliat, i que en teoria havia de ser per a la seva filla, va acabar reduït al final de la seva vida, segons ell mateix afirma s'atribuïa a una mala gestió, així com a les despeses que li havien suposat els viatges i les estades a Flandes.